# Lič
Pour l’article homonyme, voir Line integral convolution.
Lič est une localité de Croatie située dans la municipalité de Fužine, comitat de Primorje-Gorski Kotar. En 2001, la localité comptait 584 habitants.

## Démographie
| 1948 | 1953 | 1961 | 1971 | 1981 | 1991 | 2001 |
| ---- | ---- | ---- | ---- | ---- | ---- | ---- |
| 743  | 767  | 763  | 648  | 532  | 470  | 379  |